# Achallader Castle
Achallader Castle (schottisch-gälisch Caisteal Achaladair, auch Achaladair Castle) ist die Ruine einer als Tower House errichteten Burg in Schottland. Sie liegt im Schatten des Beinn Achaladair, etwa 5,5 km nördlich des Ortes Bridge of Orchy in der Council Area Argyll and Bute. Historisch lag sie in der traditionellen Grafschaft Argyll. Der Name der im 16. Jahrhundert erbauten Burg leitet sich aus dem Schottisch-Gälischen her und bedeutet „Feld mit hartem Wasser“.

## Geschichte
Achallader Castle wurde am Nordende des Loch Tulla in der Nähe von Bridge of Orchy im 16. Jahrhundert errichtet. Verschiedene Clans ließen immer wieder Anbauten daran ausführen. Man geht davon aus, dass die Fletchers, im Schottisch-Gälischen Mac an Fhleister genannt, „die ersten waren, die auf dem Braes of Glenorchy 'Rauch aufsteigen ließen und Wasser kochten'“, auch wenn die MacGregors im 15. Jahrhundert ebenfalls ein regierender Clan in diesem Gebiet waren. 
Sir Duncan Campbell aus Glen Orchy erwarb die Burg und die umgebenden Ländereien 1587 durch Verrat und Betrug am Clanchef der MacInleisters: Man sagt, dass, als die Fletchers Achallader Castle besaßen, Sir Duncan Campbell – Black Duncan genannt – einem englischen Diener (oder Soldaten) anschaffte, sein Pferd im Getreide der Fletchers zu weiden. Als er von den Fletchers – in gälischer Sprache – verwarnt wurde, verstand dieser das nicht. Da er sein Pferd nicht wegführte, erschossen sie ihn. Black Duncan hatte Sorge, dass der Chef der Fletchers für diese Tötung gehängt würde, und riet ihm, nach Frankreich zu fliehen. Bevor er floh, überschrieb er seine Besitzungen Black Duncan, – wie er meinte – bis zu seiner Rückkehr, damit sie nicht von der Krone eingezogen würden. Die Fletchers aber erhielten ihre Besitzungen nie zurück. Die MacGregors brannten die Burg 1603 nieder.
Im Sommer 1683 hielt sich eine Kommission zur Besiedelung der Highlands unter der Führung von Sir William Drummond aus Cromlix House in der Burg auf, wo sie unter anderem Alasdair MacIain MacDonald, 12th Chief of Glencoe, das künftige Opfer des Massakers von Glencoe, und seinen Clan willkommen hieß.
1689, als Wilhelm III. und Maria II. regierten, rissen die MacIains, die von ihrem Sieg in der Schlacht von Killiecrankie und von ihrer Zurückweisung in Dunkeld zurückkehrten, von der Burg ab, was sie konnten. Sie wurde nie wieder aufgebaut.
Im Juni 1691 konferierte John Campbell, Earl of Breadalbane, der von König Wilhelm dazu bevollmächtigt worden war, mit den Clans zu verhandeln, mit den Clanchefs der Highlands in der Ruine der Burg. Mit einer Mischung aus Drohungen, Versprechungen von Bestechungen und Doppelzüngigkeit überzeugte er die meisten Clans – aber nicht die MacIains – einen Vertrag zu unterzeichnen. Dies umfasste geheime Festlegungen, die später verleugnet wurden, wie zum Beispiel das Recht der Clanchefs, die Entlassung aus ihrem Treueeid gegenüber dem im Exil befindlichen König Jakob VII. und II. zu verlangen. Die versprochenen Bestechungssummen wurden nie bezahlt.

## Beschreibung
Das Haupthaus der Burg war früher drei Stockwerke hoch und hatte ein Dachgeschoss; sie war durch Schießscharten gut zu verteidigen. Heute sind nur noch zwei Mauern mit Konsolen erhalten, die die Bauernhofgebäude der Achallader Farm schützen. Die Ruine war als Denkmal der Kategorie B in den schottischen Denkmallisten eingetragen. Die Einstufung wurde jedoch 2015 aufgehoben. Weiterhin ist sie als Scheduled Monument geschützt.